# Выборы главы Чувашской Республики (2015)
Выборы главы Чувашской Республики состоялись в Чувашии 13 сентября 2015 года в единый день голосования. Они стали первыми выборами главы региона после 14-летнего перерыва (последние выборы проводились 16 декабря 2001) и после того, как в 2012 году в России вернули прямые выборы глав регионов.
На 1 июля 2015 года в Чувашии было зарегистрировано 967 117 избирателей

## Предшествующие события
В течение 16 лет, с января 1994 по август 2010 года, пост главы региона занимал Николай Фёдоров. Он избирался трижды: в 1994, в 1997, в 2001 (40,73 % голосов). В 2005 году выборы глав регионов по всей России были заменены на утверждение региональным заксобранием вносимой президентом кандидатуры. В августе 2005 года президент Владимир Путин, через новую процедуру утверждения Госсоветом Чувашии, назначил Фёдорова президентом республики на четвёртый срок.
В 2010 году президент Дмитрий Медведев,, через процедуру утверждения Госсоветом Чувашии, назначил президентом республики председателя кабинета министров и министра сельского хозяйства Чувашии Михаила Игнатьева. Фёдоров же перешёл в Совет Федерации.
В 2012 году президент России Дмитрий Медведев принял закон, вернувший в России прямые выборы глав регионов.
Полномочия Игнатьева истекали 29 августа 2015 года, однако 9 июня он досрочно подал в отставку и при этом попросил у президента Путина разрешения баллотироваться вновь (в иных случаях закон это запрещает). Путин разрешение дал и назначил Игнатьева врио главы республики до вступления в должность избранного на выборах. Отмечалось, что подобное назначение делает неравными условия борьбы за пост главы региона, то есть фактически являются административным ресурсом

## Выдвижение и регистрации кандидатов

### Право выдвижения
Главой республики может быть избран гражданин Российской Федерации, достигший возраста 30 лет. Одно и то же лицо не может занимать должность более двух сроков подряд.
В Чувашии кандидаты выдвигаются только политическими партиями, имеющими право участвовать в выборах. Самовыдвижение не допускается.
У кандидата не должно быть гражданства иностранного государства либо вида на жительство в какой-либо иной стране.

### Муниципальный фильтр
1 июня 2012 года вступил в силу закон, вернувший прямые выборы глав субъектов Российской Федерации. Однако был введён так называемый муниципальный фильтр. Всем кандидатам на должность главы субъекта РФ (как выдвигаемых партиями, так и самовыдвиженцам), согласно закону, требуется собрать в свою поддержку от 5 % до 10 % подписей от общего числа муниципальных депутатов и избранных на выборах глав муниципальных образований, в числе которых должно быть от 5 до 10 депутатов представительных органов муниципальных районов и городских округов и избранных на выборах глав муниципальных районов и городских округов. Муниципальным депутатам представлено право поддержать только одного кандидата.
В Чувашии кандидаты должны были собрать подписи 7 % муниципальных депутатов и глав муниципальных образований. Среди них должны быть подписи депутатов районных и городских советов и (или) глав районов и городских округов в количестве 10 % от их общего числа. Кроме того, кандидат должен получить подписи не менее чем в трёх четвертях районов и городских округов, то есть в 20 из 26.
По расчёту избирательной комиссии каждый кандидат должен собрать подписи от 287 до 301 депутатов всех уровней и глав муниципальных образований, из которых от 54 до 56 — депутатов райсоветов и советов городских округов и глав районов и городских округов. При этом нужно собрать подписи не менее чем в 20 районах и городских округах.

### Кандидаты в Совет Федерации
С декабря 2012 года действует новый порядок формирования Совета Федерации. Так каждый кандидат на должность губернатора при регистрации должен представить список из трёх человек, первый из которых, в случае избрания кандидата, станет сенатором в Совете Федерации от правительства региона.

## Кандидаты
Кандидатов на выборах губернатора выдвинули 12 партий, зарегистрировано было 5 кандидатов.
| Кандидат            | Должность (на момент выдвижения)                                                                 | Партия                             | Статус                                                    | Кандидаты в Совет Федерации                      |
| ------------------- | ------------------------------------------------------------------------------------------------ | ---------------------------------- | --------------------------------------------------------- | ------------------------------------------------ |
| Ирина Алексеева     | домохозяйка                                                                                      | Коммунисты России                  | отказано в регистрации не преодолела муниципальный фильтр | —                                                |
| Владислав Аркадьев  | председатель ТСЖ «Звёздочка»                                                                     | Яблоко                             | отказано в регистрации не преодолел муниципальный фильтр  | —                                                |
| Андрей Броницын     | заместитель генерального директора ООО «СтройФундаментМонолит»                                   | Гражданская инициатива             | отказано в регистрации не преодолел муниципальный фильтр  | —                                                |
| Евгений Горбунов    | генеральный директор ООО «Стройинвестпроект»                                                     | Патриоты России                    | отказано в регистрации не преодолел муниципальный фильтр  | —                                                |
| Геннадий Иванов     | генеральный директор ООО «Автоцентр „ИГС“»                                                       | РППС                               | отказано в регистрации не преодолел муниципальный фильтр  | —                                                |
| Михаил Игнатьев     | врио главы Чувашской Республики                                                                  | Единая Россия                      | зарегистрирован                                           | Николай Фёдоров Елена Николаева Николай Николаев |
| Юрий Малов          | генеральный директор АО «Спецавтохозяйство»                                                      | Альянс зелёных и социал-демократов | отказано в регистрации не преодолел муниципальный фильтр  | —                                                |
| Олег Николаев       | руководитель проекта в Ханты-Мансийском банке «Открытие», депутат Госсовета Чувашской Республики | Справедливая Россия                | зарегистрирован                                           |                                                  |
| Алексей Рылеев      | руководитель аппарата исполкома общественной организации «РОДИНА — Конгресс русских общин»       | Родина                             | отказано в регистрации не преодолел муниципальный фильтр  | —                                                |
| Валерий Сапожников  | пенсионер                                                                                        | Партия пенсионеров России          | выбыл по личному заявлению ранее был зарегистрирован      | —                                                |
| Константин Субботин | депутат Госдумы                                                                                  | ЛДПР                               | зарегистрирован                                           |                                                  |
| Валентин Шурчанов   | депутат Госдумы                                                                                  | КПРФ                               | зарегистрирован                                           |                                                  |

В августе ЦИК Чувашии опубликовал сведения о годовом доходе и имуществе пятерых кандидатов на пост главы Чувашской Республики. Согласно представленным сведениям, больше всего средств с учётом вкладов, доходов и банковского сертификата зарегистрировано у Михаила Игнатьева — порядка 7,3 млн рублей. Далее идут Константин Субботин (ЛДПР) с 4,446 млн рублей, Олег Николаев (СР) с 4,325 млн рублей, Валентин Шурчанов (КПРФ) с 4,31 млн рублей. Самый бедный — Валерий Сапожников с 1,032 млн рублей дохода. Ценные бумаги есть только у Игнатьева и Николаева. Больше всего недвижимости — у Михаила Игнатьева.
7 сентября Валерий Сапожников подал в избирательную комиссию заявление о снятии своей кандидатуры. На следующий день регистрация была аннулирована. Поскольку к этому времени уже было отпечатано 970 тысяч бюллетеней, члены участковых комиссий должны вручную вычеркнуть фамилию выбывшего кандидата.

## Итоги выборов
В выборах приняли участие 552 810 человек, таким образом явка избирателей составила 58,56 %.
| Явка избирателей                                      | Явка избирателей                                      | Явка избирателей | Явка избирателей |
| ----------------------------------------------------- | ----------------------------------------------------- | ---------------- | ---------------- |
| Число избирателей, включённых в список избирателей    | Число избирателей, включённых в список избирателей    | 944 073          | 100 %            |
| Из них приняли участие в выборах                      | Из них приняли участие в выборах                      | 552 810          | 58,56 %          |
| Из принявших участие в выборах проголосовали досрочно | Из принявших участие в выборах проголосовали досрочно | 30 990           | 5,61 %           |
| Процент испорченных бюллетеней                        |                                                       |                  |                  |
| Действительных бюллетеней                             | Действительных бюллетеней                             | 532 822          | 96,38 %          |
| Недействительных бюллетеней                           | Недействительных бюллетеней                           | 19 988           | 3,62 %           |
| Распределение голосов:                                |                                                       |                  |                  |
| 1.                                                    | Михаил Игнатьев                                       | 362 301          | 65,54 %          |
| 2.                                                    | Олег Николаев                                         | 81 453           | 14,73 %          |
| 3.                                                    | Валентин Шурчанов                                     | 70 553           | 12,76 %          |
| 4.                                                    | Константин Субботин                                   | 18 515           | 3,35 %           |

Выборы выиграл Михаил Игнатьев, набравший 65,54 % голосов избирателей. 21 сентября 2015 года он вступил в должность главы республики  Церемония инаугурации прошла в большом зале заседаний дома правительства.
20 сентября Игнатьев назначил сенатором от правительства Чувашии советника президента России, экс-президента республики Чувашия и члена Высшего совета партии «Единая Россия» Николая Фёдорова.. Ранее правительство Чувашии в Совете Федерации представлял Константин Косачев.